# Lake Duncan
Der Lake Duncan ist ein See im Southland District der Region Southland auf der Südinsel von Neuseeland.

## Namensherkunft
W. Y. H. Hall entdeckte den See im Jahr 1898 und benannte ihn nach F. M. Duncan, einem in Te Anau lebenden Künstler.

## Geographie
Der Lake Duncan befindet sich westlich der Murchison Mountains und rund 1,65 km nördlich des Lake Te Au sowie rund 7,8 km nordnordwestlich des South Fiord des Lake Te Anau. Der See, der sich auf einer Höhe von 406 m befindet, umfasst eine Fläche von rund 30,5 Hektar und einen Seeumfang von rund 2,66 km. Mit einer Nord-Süd-Ausrichtung erstreckt sich das Gewässer über eine Länge von rund 880 m und eine Breite von rund 530 m.
Gespeist wird der Lake Duncan von dem Wisely Burn und verschiedenen Gebirgsbächen. Seine Entwässerung findet am südlichen Ende des Sees in Richtung des Lake Te Au statt.